# 国際連合安全保障理事会決議462
国際連合安全保障理事会決議462（こくさいれんごうあんぜんほしょうりじかいけつぎ462、英: United Nations Security Council Resolution 462）は、1980年1月9日に国際連合安全保障理事会で採択された決議である。この決議により、平和のための結集決議が発動しソビエト連邦のアフガニスタン侵攻に関する第6回国際連合緊急特別総会が招集された。
常任理事国の不一致で安保理が機能しない場合、平和のための結集決議に基づき国連総会で議論されることになっている。
この決議が採択されるまでソビエト連邦の拒否権行使により決議案が否決されていたため、決議案の議論において一部の理事国により深刻な状況が強調され、国際連合総会における議論が正当化された。
東ドイツとソビエト連邦が反対し、ザンビアが棄権したが、賛成多数で採択された。手続条項により常任理事国の拒否権行使は無効である。

## 原文
The Security Council, 

Having considered the item on the agenda of its 
2185th meeting, as contained in document S/Agenda/2185,
Taking into account that the lack of unanimity of its permanent members at the 2190th meeting has prevented it from exercising its primary responsibility for the maintenance of international peace and security,

Decides to call an emergency special session of the General Assembly to examine the question contained in document S/Agenda/2185.—S/RES/462